# Peloroplites
Peloroplites („obludný těžkooděnec“) byl rod nodosauridního ankylosaura (obrněného dinosaura ze skupiny Thyreophora), který žil v období spodní křídy (geologické věky apt až alb, asi před 118 až 110 miliony let) na území dnešního státu Utah v USA. Část lebky i postkraniální kostry byla objevena v oblasti Emery County v geologickém souvrství Cedar Mountain (odtud druhové jméno dinosaura).

## Rozměry a popis
Peloroplites dosahoval délky 5,5 až 6 metrů a hmotnosti 2 tun a je tak jedním z největších známých nodosauridů. Lebka byla dlouhá 56 cm a široká 35,5 cm mezi očnicemi. Velké zuby a robustní čelisti tohoto dinosaura naznačují jídelníček složený převážně z tvrdé vegetace.